# Mixedema
Il termine mixedema descrive una condizione patologica caratterizzata da edema del sottocute dovuta ad accumulo di mucopolisaccaridi, tipico dell'ipotiroidismo e di alcune forme di ipertiroidismo (come il morbo di Graves-Basedow).

## Epidemiologia
Alcune delle complicanze, come la follia da mixedema, sono abbastanza comuni negli anziani.

## Sintomatologia
Fra i sintomi e i segni clinici ritroviamo edema, raucedine, gonfiore locale al viso (in particolare le labbra), inoltre la normale funzione motoria viene alterata e ne consegue un rallentamento dei movimenti. Altre manifestazioni poi dipendono dalla particolare situazione della complicanza.

## Tipologia
Esistono alcune complicanze riferite al mixedema:
- Coma da mixedema, dove si evidenzia areflessia, epilessia e ipotermia[2]
- Follia da mixedema, sia l'udito che la memoria vengono alterati, si mostra sonnolenza e paranoia
- Arguzia da mixedema
- Megacolon da mixedema

## Patologie associate
La si riscontra nella malattia di Graves e nella tiroidite di Hashimoto.

## Prognosi
Infausta nel caso di coma, con una mortalità che arriva al 50% dei casi.